# Leopold Müller (Mediziner)
Benjamin Karl Leopold Müller (* 24. Juni 1822 in Mainz; † 13. Oktober 1893 in Berlin) war ein deutscher Arzt, der zusammen mit seinem Kollegen Theodor Eduard Hoffmann (1837–1894) als ausländischer Experte (o-yatoi gaikokujin) den Aufbau der modernen Medizin in Japan nach der Meiji-Restauration einleitete.

1896 zu Ehren L. Müllers errichtete Bronzebüste (Universität Tokyo)

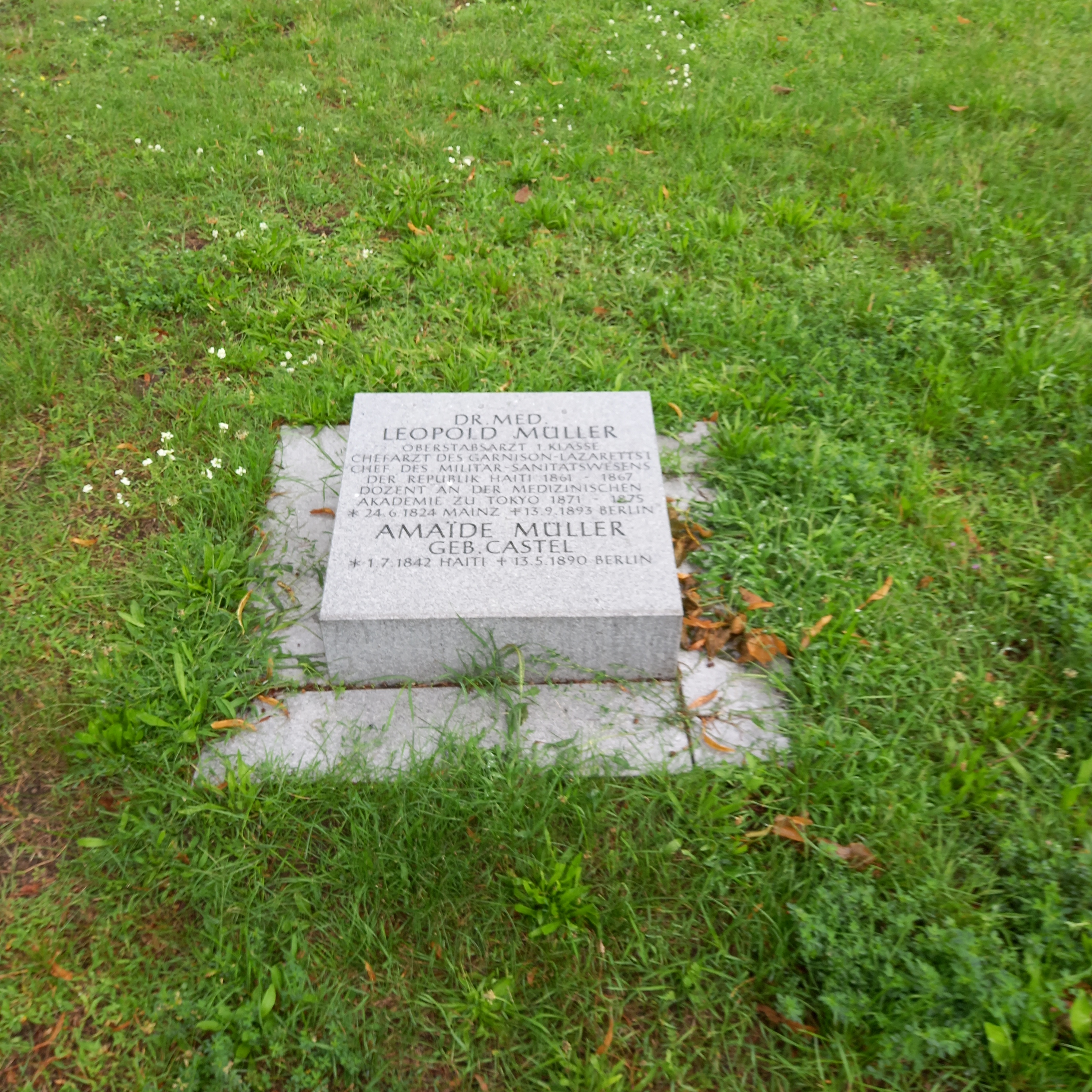
Das Grab von Leopold Müller und seiner Ehefrau Amaïde, geborene Castel, auf dem Invalidenfriedhof in Berlin

## Zeitgenössischer Hintergrund
Nach dem Sturz des Tokugawa-Regimes im Jahre 1868 betrieb die neue japanische Regierung mit Macht die Modernisierung des Landes. Wie in vielen anderen wissenschaftlich-technologischen Bereichen kam es auch hinsichtlich der Medizin zu heftigen Auseinandersetzungen, welche der zur Wahl stehenden westlichen Ausbildungssysteme man zum Vorbild nehmen solle. Am Ende dieses Tauziehens, in dem der niederländisch-amerikanische Missionar Guido Herman Fridolin Verbeck (1830–1898) als Ratgeber mit seinem Plädoyer für das deutsche Modell einen großen Einfluss ausübte, folgte die Regierung 1870 dem Memorandum von Sagara Chian (1836–1906). Dieser hatte als „Beauftragter für Medizinschulen“ (Igakkō torishirabe goyōgakari) zusammen mit seinem Kollegen Iwasa Jun (1835–1912) u. a. hervorgehoben, dass die Staatsformen ähnlich seien, Preußen keine Kolonien habe und es sich bei den während der Edo-Zeit über die Niederländische Ostindien-Kompanie importierten medizinischen Fachwerke zum großen Teil um Übersetzungen deutscher Publikationen handele.
1870 wurden die ersten japanischen Mediziner zum Studium nach Berlin entsandt. Zugleich ersuchte die Regierung den preußischen Ministerresidenten Maximilian August Scipio von Brandt (1835–1920) um zwei deutsche Ärzte für die noch junge Medizinische Schule in Tokyo. Von Brandt empfahl der Staatsregierung in Berlin die Entsendung von Militärärzten, da diese in einer von der Samurai-Schicht beherrschten Gesellschaft hohes Ansehen genössen und die Aussicht hätten, „in die aristokratischen Kreise gezogen und vielleicht gar Leibärzte seiner Majestät des Tenno zu werden“. Im Mai 1870 fiel die Entscheidung für Leopold Müller.

## Studium und frühe Karriere
Müllers Vater war der preußische Militärarzt Johann Benjamin Müller, der seit 1833 in Saarlouis diente. Sein am 24. Juni 1824 in Mainz geborener Sohn Leopold besuchte hier von 1836 bis 1842 das Gymnasium und begann anschließend das Studium der Medizin in Bonn. 1844 war er einer der zehn Gründer der Landsmannschaft Teutonia Bonn. Im selben Jahr wechselte er nach Berlin ans Medizinisch-Chirurgische Friedrich-Wilhelms-Institut („Pépinière“). Das Studium hier war bei Verpflichtung zu einer achtjährigen Tätigkeit als Militärarzt kostenlos. Im Februar 1847 trat er als einjährig freiwilliger Arzt in die Königliche Charité ein, wo er Ende Mai 1849 die medizinisch-chirurgische Staatsprüfung ablegte. 1853 wurde er Dozent an der Medizinisch-chirurgischen Friedrich-Wilhelms-Akademie, 1855 Oberarzt an der Charité. Bis zu diesem Zeitpunkt gab es nichts, was ihn unter den rund 800 Militärärzten Preußens besonders ausgezeichnet hätte.
Von 1856 bis 1867 wirkte er als „Inspecteur général de l’armée et des Hôpitaux militaires“ auf Haiti, wo er es durch Heirat und vielerlei Nebengeschäfte zu beträchtlichem Wohlstand brachte. Nach dem Sturz der Regierung des Präsidenten Fabre Geffrard jedoch verlor er seine Stellung im Sanitätswesen der Armee und entschloss sich angesichts der zunehmenden Unruhen, das Land zu verlassen, wobei er der Ländereien verlustigging. Diese langjährige Erfahrung bei der Organisation von Militärhospitälern gab den Ausschlag bei seiner Auswahl für die Tätigkeit in Japan. Die am 11. Juli 1870 festgelegte Entlohnung von 400 Gold-Yen pro Monat war außerordentlich großzügig.
Allerdings verhinderte der Deutsch-Französische Krieg die Abreise nach Fernost. Müller glaubte, das Projekt sei damit gescheitert, doch am 23. Mai 1871 wurde er per Kabinettsorder für drei Jahre ohne Gehalt freigestellt, und am 3. Juni kam der Abreisebefehl. Müller wählte als Begleiter den Marinestabsarzt Theodor Eduard Hoffmann, den er einst in der Berliner Friedrich-Wilhelms-Akademie kennengelernt hatte. Die Reise ging über die westliche Route nach New York, Salt Lake City, San Francisco und von dort nach Yokohama, wo sie am 23. August 1871 eintrafen. Müller reiste in Begleitung seiner französischen Frau.

### Japan
Eigentlich hatte der englische Arzt William Willis (1837–1894) sich im Krankenhaus und der angegliederten neuen Medizinschule in Tokyo bereits große Verdienste erworben. Doch als die Entscheidung für die deutsche Medizin fiel, wurde er zur Übernahme einer Medizinschule im weit entfernten Kagoshima bewegt. In den folgenden eineinhalb Jahren wurde der Betrieb von wechselnden Ärzten aus Frankreich, Dänemark und den Niederlanden weitergeführt, doch ging es wieder merklich bergab. Bei ihrem ersten Besuch wurden Müller und Hoffmann etwa 300 Schüler vorgestellt. Deren Grundkenntnisse, besonders im Bereich der Anatomie und Physiologie, erwiesen sich als völlig unzureichend. Da sie unmittelbar dem japanischen Unterrichtsministerium verantwortlich waren und somit über beträchtliche Entscheidungsbefugnisse verfügten, ging Müller ziemlich rigoros vor. Nach vier Monaten sank die Zahl der Studenten auf 59. Davon schafften es 25 zur Promotion. Unter seinen Schülern befand sich auch der bekannte Arzt und Schriftsteller Mori Ōgai.
Die Ausstattung ließ einiges zu wünschen übrig. Der Unterricht fand im ehemaligen Haus eines Landesherren (Daimyō) statt, Lehrmittel wie Skelette, Modelle, Mikroskope etc. mussten schrittweise besorgt werden. Als Hospital diente das ehemalige Wirtschaftsgebäude. Anfangs trug Müller im Unterricht seine Ausführungen, je nach Dolmetscher, auf Deutsch oder Englisch vor und schrieb die Namen etc. an die Tafel. Seine Ausführungen wurden Satz für Satz übersetzt, im Laufe der Zeit auf der Grundlage seiner Materialien redigiert und später gar gedruckt.
Um die naturwissenschaftlichen Grundlagen für eine moderne medizinische Ausbildung auszubauen, trafen im Frühjahr 1873 die beiden Naturwissenschaftler Hermann Cochius und Franz Hilgendorf, sowie der Philologe Hermann Funk als Lehrer für Deutsch und Latein ein. Nachdem im Juli 1873 der Anatom Wilhelm Dönitz (1838–1912) angekommen war, der auch Physiologie unterrichtete, konnten sich Müller und Hoffmann ganz dem klinischen Unterricht widmen.
Zu dieser Zeit waren die Sprachkenntnisse der Studenten so weit fortgeschritten, dass man im Unterricht ohne Dolmetscher auskam. Die Anforderungen waren beträchtlich. Neben den wöchentlichen Examina führte man zum Ende jedes Jahres ein Examen durch. Das achtjährige Studium wurde durch ein Abschlussexamen gekrönt, „welches den Absolventen zu allen medizinischen Staatsämtern für befähigt erklärt“. Der von Müller angestrebte Bau eines neuen Hospitals nach europäischen Standards konnte wegen finanzieller Probleme während seiner Zeit in Japan nicht verwirklicht werden.
Ungeachtet der enormen Belastungen versuchte sich Müller auch an der japanischen Sprache – mit bescheidenem Erfolg. Zusammen mit von Brandt gründete er zudem die Deutsche Gesellschaft für Natur- und Völkerkunde Ostasiens, der er als Vizepräsident und nach von Brandts Versetzung als Präsident vorstand. In den Mitteilungen dieser Gesellschaft findet man einige Aufsätze aus dieser Zeit. Noch während seines Aufenthaltes in Japan wurde Müller zum Oberstabsarzt 1. Klasse befördert.

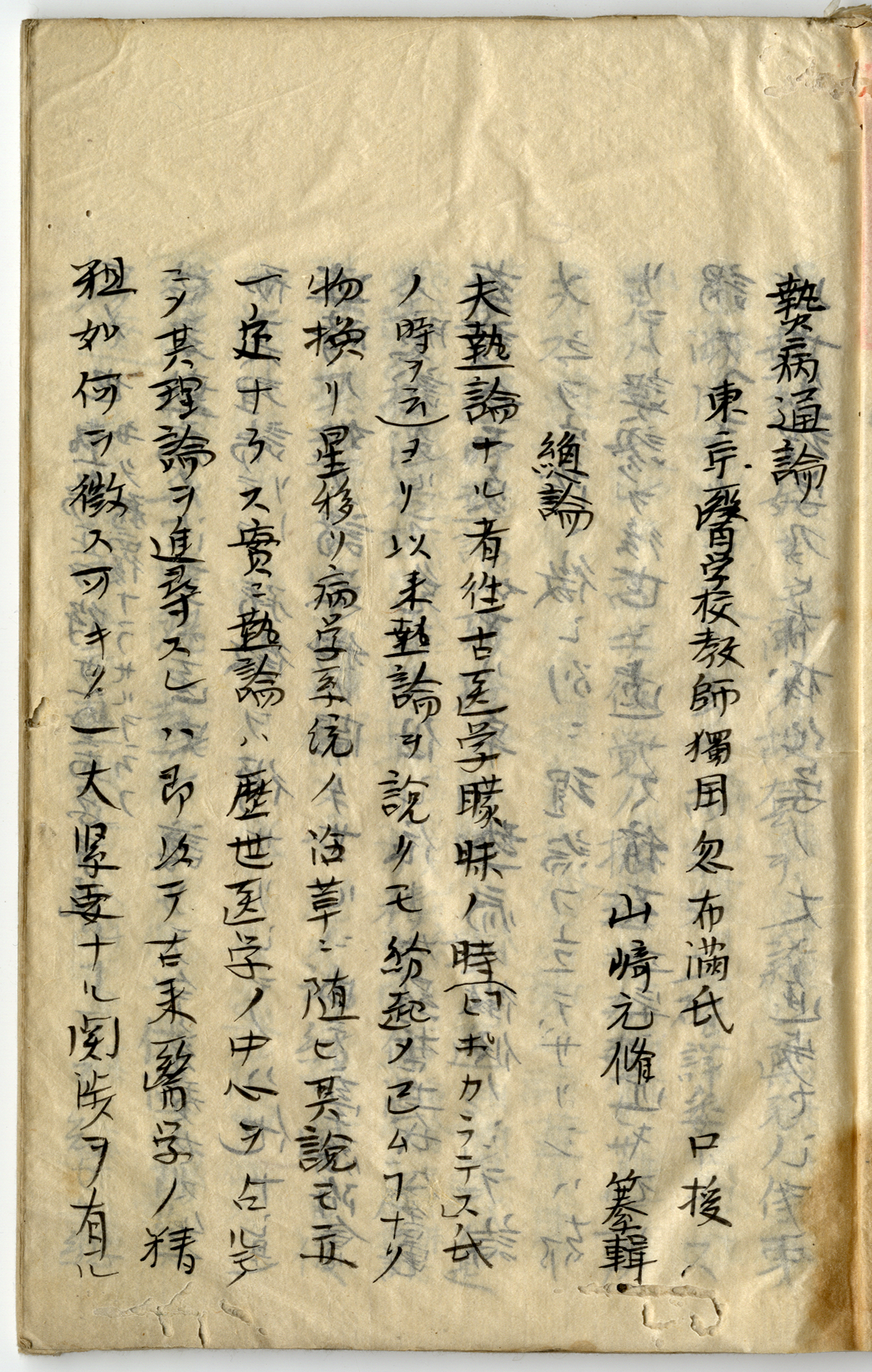
Manuskript von Hoffmanns Vorlesung über fiebrige Erkrankungen. Ins Japanische übersetzt von Yamazaki Genshū

Im August 1874 lief der Dreijahresvertrag von Müller und Hoffmann aus. Der deutsche Kaiser hatte bereits der von der japanischen Seite gewünschten Verlängerung um 18 Monate zugestimmt, doch war beiden Ärzten die Unterstellung unter einen neu einzusetzenden japanischen Direktor der Medizinschule zuwider. Die Verhandlung führten zu keiner Einigung, so dass damit ihrer Tätigkeit beendet war. Bis zur Ankunft ihrer Nachfolger Emil August Wilhelm Schultze (1840–1924) und Albrecht Ludwig Agathon Wernich (1843–1896) im Frühjahr 1875 führten sie den Unterricht jedoch fort, nachdem man sie zu Leibärzten des Tenno ernannt und damit den Entscheidungen des Unterrichtsministeriums und des von diesem ernannten Direktors entzogen hatte.
Im Frühjahr 1875 gaben sowohl das Unterrichtsministerium wie auch der Meiji-Tenno festliche Abschiedsdiners. Dazu kamen großzügige Geschenke. 

### Zurück in Deutschland
Am 25. November verließen Müller und Hoffmann das Land und trafen am 6. April 1876 in Berlin ein. Im folgenden Jahr wurde Müller zum Chefarzt des Garnisonslazaretts I und zum ärztlichen Leiter des Invalidenhauses ernannt. Er starb am 13. Oktober 1893 an einem Herzleiden.

## Wirkung
Das von Müller angestrebte neue Krankenhaus wurde 1877 gebaut. Im selben Jahr verlieh ihm die japanische Regierung den zwei Jahre zuvor geschaffenen ersten Orden Japans, den Orden der Aufgehenden Sonne (jap. Kyokujitsushō). 1878 ging die Medizinschule mit einigen anderen Einrichtungen in der neu gegründeten Kaiserlichen Universität Tokyo auf. Eine 1895 auf dem Gelände der Medizinischen Fakultät errichtete Bronzebüste erinnert noch heute an die historischen Verdienste von Müller beim Aufbau der modernen Medizin in Japan.

## Schriften von Müller
- Leopold Müller: De liquido cerebro-spinali. Dissertatio inauguralis physiologica. Berlin, 1847.
- Leopold Müller: Die Typhus-Epidemie des Jahres 1868 im Kreise Lötzen (Regierungs-Bezirk Gumbinnen), besonders vom ätiologischen und sanitäts-polizeilichen Standpunkte aus dargestellt. Berlin, 1869.
- Miyake, B. / Müller, Dr.: Ueber die japanische Geburtshuelfe. In: Mittheilungen der Deutschen Gesellschaft für Natur- und Völkerkunde Ostasiens, Band I (1873–1876), Heft 5, S. 21–27.
- Benjamin K. L. Müller: Tokio Igaku, Skizzen und Erinnerungen aus der Zeit des geistigen Umschwunges in Japan, 1871–1876. In: Deutsche Rundschau Band 57 (1888), S. 312–329, S. 441–459.
- Leopold Müller; Theodor Eduard Hoffmann; Genshū Yamazaki: Ika zensho. Kaibō hen (=Anatomie). Tōkyō: Shimamura Risuke, Meiji 10–11 (1877–78).